# 1403 Idelsonia
1403 Idelsonia este un asteroid din centura principală, descoperit pe 13 august 1936, de Grigori Neuimin.